# Артеріальна гіпертензія
Артеріа́льна гіперте́нзія (АГ) — хронічне захворювання, під час якого головною діагностичною ознакою є стійке підвищення гідравлічного тиску в артеріальних судинах великого кола кровообігу. Задавнений термін, який означає підвищення понад норму кров'яного тиску в судинному руслі — гіпертоні́я. З 1990-х років у медичній практиці замість цієї назви вживають термін артеріальна гіпертензія.

## Вступ
Підвищення артеріального тиску примушує серце працювати з більшим навантаженням через підвищений загальний периферичний судинний опір для забезпечення нормального обертання крові в кровоносних судинах великого кола кровообігу. Для вимірювання артеріального тиску використовують два показники: систолічного та діастолічного тиску, залежно від того, стискається серцевий м'яз між ударами (систола) чи розслабляється (діастола). Нормальний кров'яний тиск у стані спокою перебуває в межах 100—139 мм рт. ст. систолічного тиску (верхнє значення) і 60-89 мм рт. ст. діастолічного тиску (нижнє значення). Кров'яний тиск вважається високим, якщо він постійно тримається на рівні 140/90 мм рт. ст. або вище.
АГ класифікують як первинну (есенціальну) артеріальну гіпертензію (гіпертонічну хворобу) та вторинну артеріальну гіпертензію. Вторинну АГ також називають симптоматичною вторинною артеріальною гіпертензією, чим підкреслюється її вторинність щодо інших захворювань та станів. Наприклад, вторинна (симптоматична) АГ супроводжує ураження паренхіми нирок (ренопаренхімна АГ), ниркових артерій (реноваскулярна АГ), деякі гормонозалежні пухлини (феохромоцитома), інші порушення гормонального балансу (хвороба Іценка-Кушинга, синдром Іценка-Кушинга, первинний гіперальдостеронізм). Приблизно 90-95 % випадків АГ відносять до категорії «первинної артеріальної гіпертензії», що означає високий кров'яний тиск без очевидної основної медичної причини. Інші захворювання, котрі впливають на нирки, артерії, серце або ендокринну систему, зумовлюють 5-10 % випадків АГ (вторинна артеріальна гіпертензія).
АГ є одним з основних факторів ризику інсульту, інфаркту міокарда (серцевих нападів), серцевої недостатності, аневризми артерій (наприклад, аневризми аорти), захворювання периферичних артерій і є частою причиною хронічного захворювання нирок. Навіть помірне підвищення артеріального тиску пов'язане зі зменшенням очікуваної тривалості життя. Зміни режиму харчування та способу життя можуть поліпшити контроль артеріального тиску і знизити ризик ускладнень для здоров'я. А проте, медикаментозне лікування часто буває необхідним для людей, яким недостатньо змінити спосіб життя.

## Класифікація
| Класифікація (JNC7)                           | Систолічний тиск | Систолічний тиск | Діастолічний тиск | Діастолічний тиск |
| Класифікація (JNC7)                           | мм рт. ст.       | кПа              | мм рт. ст.        | кПа               |
| --------------------------------------------- | ---------------- | ---------------- | ----------------- | ----------------- |
| Нормальний                                    | 90-119           | 12-15,9          | 60-79             | 8,0-10,5          |
| Предгіпертензія                               | 120-139          | 16,0-18,5        | 80-89             | 10,7-11,9         |
| Гіпертензія I стадії                          | 140-159          | 18,7-21,2        | 90-99             | 12,0-13,2         |
| Гіпертензія II стадії                         | ≥160             | ≥21,3            | ≥100              | ≥13,3             |
| Ізольована систолічна артеріальна гіпертензія | ≥140             | ≥18,7            | <90               | <12,0             |

### Дорослі
У людей віком від 18 років, артеріальна гіпертензія визначається як показник систолічного та/або діастолічного артеріального тиску котрий постійно вищий, ніж прийняте нормальне значення (на даний час 139 мм рт. ст. систолічного тиску, 89 мм рт. ст. діастолічного тиску: див таблицю — Класифікація (JNC7)). Якщо вимірювання отримані на основі 24-годинного амбулаторного спостереження або вимірювання в домашніх умовах, використовують нижчі порогові значення (135 мм рт. ст. систолічного і 85 мм рт. ст. діастолічного тиску). У нещодавніх міжнародних порадах з гіпертензії також встановлені категорії нижче гіпертонічного діапазону для того, щоб підкреслити різні варіанти ризику за вищого тиску крові в межах норми. У класифікації JNC7 (2003) термін «передгіпертензія» визначається як артеріальний тиск у межах 120—139 мм рт. ст. систолічного та / або 80—89 мм рт. ст. діастолічного тиску, тоді як у рекомендаціях ESH-ESC (2007) and BHS IV (2004) визначаються категорії оптимального, нормального і вищого від норми тиску для поділу показників тиску нижчих від 140 мм рт. ст. систолічного тиску і 90 мм рт. ст. діастолічного тиску. Гіпертензія також поділяється наступним чином: JNC7 розрізняє гіпертензію I стадії, гіпертензію II стадії та ізольовану систолічну артеріальну гіпертензію. Ізольована систолічна артеріальна гіпертензія означає підвищений систолічний тиск за нормального діастолічного тиску і є розповсюдженішою у літніх людей. У рекомендаціях ESH-ESC (2007) та BHS IV (2004) гіпертензія третьої стадії (III стадії) визначається як систолічний артеріальний тиск, що перевищує 179 мм рт. ст. або діастолічний тиск понад 109 мм рт. ст. За іншими авторитетними джерелами, АГ III стадії визначається тоді, коли підвищення артеріального тиску призвело до ураження органів-мішеней з наявністю об'єктивних ознак їхнього ураження та порушенням їхніх функції: з боку серця — інфаркт міокарду, хронічна серцева недостатність ІІА стадії або вище; з боку нирок — хронічна ниркова недостатність із рівнем креатиніну не нижче 133 мкмоль/л у чоловіків, 124 мкмоль/л у жінок; з боку головного мозку — перенесений мозковий інсульт або транзиторне порушення мозкового кровообігу (транзиторна ішемічна атака), перенесена гостра гіпертензивна енцефалопатія або наявність хронічної гіпертензивної енцефалопатії з деменцією.
Гіпертензія належить до категорії «стійких», якщо ліки не призводять до зниження артеріального тиску до нормального рівня.

### Новонароджені та грудні діти
Гіпертензія у новонароджених є нечастим явищем і зустрічається приблизно у 0,2—3 % новонароджених. Артеріальний тиск не вимірюється зазвичай у здорових новонароджених. АГ є поширенішою в групах новонароджених з високим ризиком. Треба взяти до уваги цілий ряд факторів, таких як гестаційний вік, постконцептуальний вік і маса тіла при народженні коли ухвалюється рішення про те, чи кров'яний тиск у новонародженого є нормальним.

### Діти і підлітки
АГ зустрічається досить часто у дітей та підлітків (у 2—9 % залежно від віку, статі та етнічної приналежності) і пов'язана з довгостроковими ризиками нездоров'я.
На даний час рекомендується вимірювати кров'яний тиск у дітей старше трьох років під час кожного звичайного медичного огляду та профілактичних обстежень. Високий кров'яний тиск має бути підтверджений під час повторних відвідувань лікаря перед тим, як дитині поставлять діагноз «артеріальна гіпертензія». Артеріальний тиск підвищується з віком у дитинстві, й у дітей АГ визначається як середній систолічний або діастолічний артеріальний тиск, який під час трьох або більше вимірювань дорівнював або перевищував 95-й процентиль для відповідної статі, віку та зросту дитини. Передгіпертензія у дітей визначається як середній систолічний або діастолічний артеріальний тиск, що перевищує або дорівнює 90-му процентилю, але є меншим, ніж 95-й процентиль.
У підлітків пропонується діагностувати та класифікувати гіпертензію та передгіпертензію за дорослими критеріями.

## Клінічні ознаки
АГ рідко виявляють через хоч які прояви; її виявляють здебільшого під час медичного обстеження, або під час звернення за медичною допомогою з приводу проблем зі здоров'ям, не пов'язаних з АГ. Деякі люди з високим кров'яним тиском скаржаться на головний біль (особливо у потиличній частині голови та в першій половині дня), а також на млявість, запаморочення, дзвін у вухах (дзижчання або шипіння у вухах), погіршення зору і непритомність.
Під час медичного огляду, АГ можна запідозрити у разі виявлення гіпертензивної ретинопатії під час обстеження очного дна у задній частині ока за допомогою офтальмоскопії. Зазвичай, тяжкість змін гіпертензивної ретинопатії оцінюється за шкалою від I до IV, хоча легші види може бути важко відрізнити один від одного. Результати офтальмоскопії можуть також вказувати на те, як довго людина була гіпертоніком.

### Вторинна гіпертензія
Деякі додаткові ознаки та симптоми можуть вказувати на вторинну гіпертензію, зумовлену причинами, які можуть бути діагностовані та усунуті. Зокрема, це захворювання нирок або ендокринні захворювання. Наприклад, ожиріння, порушення толерантності до глюкози, місяцеподібне лице, «бичачий горб» і багряні стрії свідчать про синдром Кушинга. Захворювання щитоподібної залози та акромегалія також можуть призвести до АГ, і мають притаманні їй симптоми та ознаки. Судинний шум у верхньопоперековій ділянці може вказувати на стеноз ниркової артерії (звуження артерій, котрі постачають кров ниркам). Зниження артеріального тиску в ногах або затримка чи відсутність пульсу у стегновій артерії може вказувати на коарктацію аорти (анатомічне звуження аорти). АГ, що коливається в широких межах і супроводжується головними болями, серцебиттям, блідістю та потінням, має викликати підозру щодо феохромоцитоми.

### Гіпертензивні кризи
Значне підвищення кров'яного тиску (до значення, що дорівнює або перевищує 180 систолічного тиску та/або 100 діастолічного тиску з симптомами ураження органів-мішеней, яке ще інколи називають злоякісною або гіпертензією яка прогресує) називають «гіпертензивним кризом». Артеріальний тиск вище цих рівнів, вказує на високий ризик ускладнень. Люди з артеріальним тиском у цих межах можуть не мати жодних симптомів, але зазвичай частіше повідомляють про головний біль (22 % випадків) і запаморочення, ніж загальна популяція. До інших симптомів гіпертензивного кризу можуть належати погіршення зору або задишка через серцеву недостатність чи загальне погане відчуття нездужання пов'язане із нирковою недостатністю. Відомо, що більшість людей з гіпертензивним кризом мають підвищений кров'яний тиск, але додаткові чинники можуть призвести до його різкого зростання.
«Ускладнений гіпертензивний криз», який раніше називався «злоякісна гіпертензія», виникає, коли є докази прямого ушкодження одного або декількох органів внаслідок надмірно підвищеного кров'яного тиску. Це ушкодження може охоплювати гіпертензивну енцефалопатію, спричинену набряком і дисфункцією мозку, та відзначається головними болями та зміненим рівнем свідомості (сплутаність свідомості та сонливість). Набряк сітківки та фундальний крововилив та ексудати є ще однією ознакою ураження органів-мішеней. Біль у грудях може вказувати на пошкодження серцевого м'яза (яке може наростати до інфаркту міокарда), а іноді й до розриву внутрішньої стінки аорти. Задишка, кашель і відходження закривавленого мокротиння є властивими ознаками набряку легень. Це захворювання є набряком тканини легенів пов'язаним із лівошлуночковою недостатністю, нездатністю лівого шлуночка серця відповідно перекачувати кров з легенів до артеріальної системи великого кола кровообігу. Швидке погіршення роботи нирок (гостре ушкодження нирок) і мікроангіопатична гемолітична анемія (руйнування клітин крові) можуть також мати місце. У таких станах потрібне швидке зниження артеріального тиску для того, щоб зупинити тривале ушкодження органу. З іншого боку, немає жодних доказів того, що артеріальний тиск має бути швидко знижений під час гіпертензивних криз, коли немає доказів ураження органів-мішеней. Надто стрімке зниження артеріального тиску також має певні ризики. У разі гострих гіпертензивних криз, показане застосування пероральних препаратів для поступового зниження кров'яного тиску протягом 24—48 годин.

### Вагітність
АГ спостерігається у 8—10 % вагітних. Більшість жінок з гіпертензією під час вагітності мають переднаявну первинну артеріальну гіпертензію. Високий кров'яний тиск під час вагітності може бути першою ознакою прееклампсії, серйозного захворювання другої половини вагітності та перших тижнів післяпологового періоду. Діагноз прееклампсії передбачає підвищений кров'яний тиск та наявність білків у сечі. Прееклампсія спостерігається приблизно у 5 % вагітних та є причиною приблизно 16 % усіх материнських смертей в усьому світі. Прееклампсія також подвоює ризик смерті немовляти. Зазвичай це захворювання протікає без симптомів, але його можна виявити під час проходження чергового медичного обстеження. Серед основних симптомів прееклампсії: головний біль, порушення зору (часте «блимання»), блювання, біль у животі та набряки. Іноді прееклампсія може переходити у небезпечний для життя стан під назвою еклампсія. Еклампсія — це гіпертензивний криз, який має низку тяжких ускладнень. Серед таких ускладнень: ризик втрати зору, набряк мозку, судоми, ниркова недостатність, набряк легень і ДВЗ-синдром (порушення згортання крові).

### Немовлята та діти
Затримка розвитку, напади, подразливість, слабкість і ускладнене дихання можуть бути пов'язаними з гіпертензією у новонароджених та немовлят. У старших немовлят та дітей, гіпертензія може спричинити головний біль, безпричинну подразливість, перевтому, затримку розвитку, затуманений зір, носову кровотечу та параліч лицевого нерва.

## Ускладнення

Малюнок, який ілюструє основні ускладнення внаслідок постійно високого кров'яного тиску.

Гіпертензія є найзначнішим призвідником ризику передчасної смерті у цілому світі, якому можна запобігти. Вона підвищує ризик ішемічної хвороби серця, інсультів, захворювання периферійних судин та інших серцево-судинних захворювань, зокрема серцеву недостатність, аневризму аорти, поширений атеросклероз та тромбоемболію легеневої артерії. Гіпертензія також є чинником ризику для розвитку когнітивних порушень, деменції та хронічного захворювання нирок.
Інші ускладнення:
- Гіпертензивна ретинопатія
- Гіпертензивна нефропатія[23]

## Причина

### Первинна гіпертензія
Первинна (есенціальна) артеріальна гіпертензія (власне гіпертонічна хвороба) — це найпоширеніша форма гіпертензії, яка становить майже 90-95 % усіх випадків артеріальної гіпертензії. У людей майже з усіх верств суспільства кров'яний тиск з віком зростає, і ризик виникнення захворювань на тлі гіпертензії стає значнішим. Гіпертензія виникає внаслідок складної взаємодії генів та навколишніх факторів. Були знайдені численні загальні гени, які мають незначний вплив на кров'яний тиск, а також деякі рідкісні гени, які значною мірою впливають на кров'яний тиск, однак генетичний бік гіпертензії, досі недостатньо вивчений. На кров'яний тиск також впливають деякі навколишні чинники. Фактори способу життя, які знижують кров'яний тиск: дієтичне харчування зі зменшеним вмістом солі, споживання більшої кількості фруктів та продуктів із низьким вмістом жирів (дієтологічний підхід до лікування гіпертензії (DASH-дієта)). Фізична активність, втрата зайвої ваги та зменшене вживання алкоголю також допомагають знизити кров'яний тиск. Можливий вплив роль інших факторів, таких як стрес, вживання кофеїну та дефіцит вітаміну D досі не є чітко визначеним. Інсулінорезистентність, яка є розповсюдженим явищем при ожирінні та синдромі X (або метаболічному синдромі), також вважається одним з факторів, які сприяють гіпертензії. Окрім того, недавні дослідження свідчать про те, що деякі події у ранньому віці (наприклад, недоношення, паління під час вагітності та відсутність грудного вигодовування) також вважаються передвісниками ризику для розвитку есенціальної гіпертензії у дорослих. Однак механізми, які пов'язують ці типи впливу на гіпертонію у дорослих, залишаються невідомими.. Дослідження на спонтанно гіпертензивних пацюках (2012) виявили як причину гіпертензії запалення вазомоторного центру стовбура головного мозку

### Вторинна гіпертензія
Вторинна гіпертензія розвивається внаслідок відомих причин. Ниркові захворювання є найпоширенішою причиною вторинної гіпертензії. До гіпертензії також можуть призвести захворювання ендокринної системи, такі як синдром Кушинга, гіпертиреоз, гіпотиреоз, акромегалія, синдром Конна/первинний гіперальдостеронізм, гіперпаратиреоз і феохромоцитома. Серед інших причин вторинної гіпертензії: ожиріння, апное уві сні, вагітність, коарктація аорти, надмірне вживання алкоголю та деяких медичних препаратів, лікарських трав та заборонених наркотичних речовин.
Частота вторинних форм артеріальних гіпертензій становить від 5 % до 25 % від загального числа випадків, останніми роками збільшується частота виявлення вторинних АГ, що пояснюється розповсюдженням досконаліших лабораторних та інструментальних методів дослідження. Вторинні АГ в більшості випадків відрізняються тяжкістю перебігу, рефрактерністю до терапії, яка проводиться, й особливим підходом до лікування.
У разі вторинних АГ (ВАГ), крім антигіпертензивної терапії необхідне медикаментозне лікування основного захворювання, яке послужило причиною АГ, або потрібне хірургічне втручання. Знання сучасної діагностики і принципів лікування вторинних артеріальних гіпертензій дозволить поліпшити якість надання допомоги хворим з АГ.

## Патогенез

Схема, яка пояснює фактори, що впливають на артеріальний тиск

У більшості людей зі сталою ессенціальною (первинною) гіпертензією, підвищений опір кровотоку (загальний периферичний опір судин) пояснює високий тиск, тоді як хвилинний серцевий викид залишається в межах норми. Існують докази того, що деякі молоді люди з передгіпертензією або «транзиторною гіпертензією» мають високий хвилинний серцевий викид, прискорений серцевий ритм та загальний периферичний судинний опір (ЗПСО) у межах норми. Таке захворювання називається гіперкінетичною транзиторною гіпертензією. У цих людей основні симптоми сталої ессенціальної гіпертензії розвиваються згодом, оскільки з віком їхній серцевий викид зменшується, а периферичний опір судин підвищується. Досі немає єдиної думки щодо того, чи такий хід розвитку є звичайним для усіх людей, схильних до гіпертензії. Підвищений периферичний опір судин за сталої гіпертензії, переважно, пов'язаний зі структурним звуженням невеликих артерій та артеріол. Зменшення кількості або щільності капілярів також впливає на периферичний опір. Гіпертензію також пов'язують зі зниженням гнучкості периферичних вен, що може підвищити зворотний кровотік до серця, кінцевий діастолічний тиск і надалі призвести до діастолічних порушень. Досі невідомо, чи впливає на сталу форму ессенціальної гіпертензії надмірне активне скорочення кровоносних судин.
Пульсовий тиск (різниця між систолічним та діастолічним кров'яним тиском) часто підвищений у літніх людей з гіпертензією. Подібне становище може призвести до надмірно високого систолічного тиску, однак при цьому діастолічний тиск може бути нормальним або навіть низьким. Таке захворювання називається ізольованою систолічною артеріальною гіпертензією (ІСАГ). Високий пульсовий тиск у літніх людей з гіпертензією або ізольованою систолічною артеріальною гіпертензією, пояснюється підвищеною артеріальною ригідністю, яка зазвичай супроводжує процес старіння та може гіршати через високий кров'яний тиск.
Стосовно механізмів, які впливають на підвищення опору артеріальної системи під час гіпертензії, висувалося багато гіпотез. Найбільше свідчень було отримано для наступних причин:
- Порушення водно-сольового обміну у нирках, зокрема розлад інтраренальної ренін-ангіотензинової системи[47]
- Розлади симпатичної нервової системи[48]

Ці механізми не є обов'язково несумісними, швидше вони певною мірою поєднуються у більшості випадків ессенціальної гіпертензії. Можна припустити, що ендотеліальна дисфункція (розлад фізіологічних механізмів і біологічних речовин) та запалення судин, також можуть сприяти підвищенню периферичного опору судин та ушкодженню судин при гіпертензії.

## Діагностика
| Система                                                 | Обстеження                                                                                                 |
| ------------------------------------------------------- | --- |
| Ниркова                                                 | Мікроскопічний аналіз сечі, протеїнурія, сироватка АСК (азот сечовини крові) та/або креатинін і цистатин C |
| Ендокринна                                              | Сироватковий натрій, калій, кальцій, ТТГ (тиреотропний гормон).                                            |
| Метаболічна                                             | Глюкоза в крові натще, загальний холестерин, ЛПВЩ та ЛПНЩ, тригліцериди                                    |
| Інші                                                    | Гематокрит, електрокардіографія, ехокардіографія та рентгенографія грудної клітки                          |
| Джерела: Принципи внутрішньої медицини Гаррісона others | |

АГ діагностують, коли у пацієнта, що не приймає гіпотензивних лікарських засобів, постійно наявний високий кров'яний тиск (систолічний 140 мм ртутного стовпчика та / або діастолічний 90 мм ртутного стовпчика або вище). Для стандартного діагностування необхідно зробити три окремі вимірювання сфігмоманометром з перервами в один місяць. Для первісної оцінки хворих на АГ потрібно зробити повний аналіз анамнезу та медичний огляд. За наявності 24-годинних моніторів артеріального тиску в амбулаторних умовах (ДМАТ) та домашніх вимірювачів артеріального тиску, необхідність уникнення неправильного діагностування пацієнтів з гіпертензією «білого халата» призвела до зміни протоколів. У Великій Британії поточною рекомендованою практикою є подальше спостереження після одного єдиного підвищеного показника тиску, виміряного у клініці, шляхом вимірювання тиску в амбулаторних умовах. Подальше спостереження також може бути проведене шляхом відстеження артеріального тиску протягом семи днів у домашніх умовах, але таке спостереження вважається менш вдалим способом.
Одразу після встановлення діагнозу артеріальної гіпертензії лікарі намагаються визначити причину на основі факторів ризику та інших симптомів, якщо вони присутні. Вторинна гіпертензія частіше зустрічається у дітей передпубертатного віку й у більшості випадків спричинена нирковою недостатністю. Первинна, або есенціальна гіпертензія частіше зустрічається у підлітків і має декілька чинників ризику, зокрема ожиріння і сімейний анамнез гіпертензії. Також можуть бути зроблені лабораторні аналізи, щоби виявити можливі причини вторинної гіпертензії й визначити, чи не завдала гіпертензія шкоди серцю, очам і ниркам (органам-мішеням). Проводяться додаткові дослідження на цукровий діабет та високий рівень холестерину, оскільки ці стани здоров'я є чинниками ризику для розвитку хвороб серця і, можливо, потребують лікування.
Креатинін сироватки крові вимірюється для визначення захворювання нирок, яке може бути причиною або наслідком гіпертензії. Креатинін сироватки сам собою може переоцінити швидкість клубочкової фільтрації. Останні рекомендації підтримують використання прогнозних рівнянь, таких як формула модифікації дієти під час захворювання нирок (MDRD) для оцінки швидкості клубочкової фільтрації (ШКФ). ШКФ може також надати вихідний показник роботи нирок, що може бути використаний для відстеження побічних ефектів деяких антигіпертензивних препаратів на дію нирок. Крім креатиніну для визначення фільтраційної здатності нирок рекомендовано використання цистатину C, рівень якого точніше відповідає ШКФ та не залежить від маси тіла, віку, статі, раси, звичок харчування пацієнта. Аналіз сечі на протеїнурію також використовують як додатковий показник захворювання нирок. Електрокардіографія (ЕКГ) проводиться для виявлення свідчень того, що серце тривало перебуває під напруженням від високого кров'яного тиску. ЕКГ може опосередковано показати потовщення серцевого м'яза (гіпертрофію міокарду лівого шлуночка) або те, чи зазнало серце незначних порушень, таких як безсимптомний серцевий напад. Рентгенографія грудної клітки або ехокардіографія можуть бути виконані для виявлення ознак збільшення розмірів серця, наявності анатомічних відхилень, що порушують нормальний тік крові або пошкодження серця.

## Профілактика
Число людей, які є гіпертоніками, але не усвідомлюють цього, є досить великим. Заходи, що охоплюють все населення, є необхідними для того, щоби зменшити наслідки підвищеного артеріального тиску і звести до мінімуму необхідність терапії антигіпертензивними препаратами. Зміни в способі життя радять для зниження кров'яного тиску, перше ніж почати медикаментозну терапію. У порадах Британського товариства гіпертензії від 2004 року було запропоновано такі зміни способу життя відповідно до рекомендацій, розроблених Національною освітньою програмою США з питань високого артеріального тиску від 2002 року для первинної профілактики гіпертензії:
- підтримання нормальної маси тіла (дотримання індексу маси тіла в діапазоні 18,6—25 кг/м²);
- зменшення вживання натрію з їжею до 100 ммоль/добу (<6 г хлориду натрію або <2,4 г натрію на добу);
- постійні аеробні фізичні навантаження, такі як швидка ходьба (≥30 хв. на день, більшість днів на тиждень);
- обмеження споживання алкоголю: не більше 3 одиниць/день для чоловіків і не більше 2 одиниць/день для жінок;
- харчування багате фруктами й овочами (тобто, принаймні п'ять порцій на день).

Дієва зміна способу життя може привести до зниження артеріального тиску настільки ж, як і вживання одного антигіпертензивного препарату. Поєднанням двох або більше змін способу життя можна досягнути ще кращих результатів.

## Лікування

### Зміни способу життя
Перший тип лікування гіпертензії збігається з рекомендованими профілактичними змінами способу життя, зокрема, змінами в раціоні, регулярними фізичними навантаженнями і зменшенням маси тіла. Усі ці зміни показали значне зниження артеріального тиску у людей з гіпертензією. Якщо тиск досить високий для того, щоби негайно призначити медикаменти, зміни способу життя все одно рекомендуються.
Різні програми, спрямовані на зменшення психологічного стресу, такі як біологічний зворотний зв'язок, релаксація або медитація, рекламуються для зменшення гіпертензії. Однак, наукові дослідження в цілому не свідчать про їхню ефективність через загальну низьку якість таких досліджень.
Зміни звичок харчування, наприклад дієта з низьким вмістом натрію, мають сприятливий вплив. Довгострокове (більше 4 тижнів) вживання їжі з низьким вмістом натрію у людей європеоїдної раси є дієвим для зниження артеріального тиску як у людей з гіпертензією, так і у людей із здоровим артеріальним тиском. Крім того, дієта DASH — раціон, багатий на горіхи, цільне зерно, рибу, птицю, фрукти та овочі, яку просуває Національний інститут серця, легенів і крові, — знижує артеріальний тиск. Головною особливістю цієї дієти є обмеження споживання солей натрію, хоча раціон також багатий на калій, магній, кальцій та білок.

### Лікарські засоби
Наразі є доступними декілька класів лікарських засобів для лікування гіпертензії, що спільно іменуються антигіпертензивними препаратами. Ризик серцево-судинних захворювань у людини (зокрема ризик розвитку інфаркту міокарда та інсульту) і показники артеріального тиску враховуються при призначенні препаратів. Якщо розпочато лікування препаратами, Сьомий об'єднаний національний комітет з питань високого кров'яного тиску Національного інституту серця, легень і крові (JNC-7) рекомендує лікареві спостерігати за відповіддю на лікування та оцінювати будь-які несприятливі реакції, що виникають внаслідок приймання ліків. Зниження АТ на 5 мм рт. ст. може зменшити ризик інсульту на 34 % і загрозу ішемічної хвороби серця на 21 %. Зниження артеріального тиску також зменшує ймовірність деменції, серцевої недостатності та смерті від серцево-судинних захворювань. Метою лікування, має стати зниження артеріального тиску до рівня нижче 140/90 мм рт. ст. для більшості людей, і ще нижче для хворих із цукровим діабетом або діагностованим захворюванням нирок. Рекомендується утримання рівню нижче 120/80 мм рт. ст. Якщо цільового рівня артеріального тиску не досягнуто, необхідне подальше лікування.
Поради з вибору препарату і визначення найкращого лікування для різних підгруп змінювалися з плином часу, і в різних країнах є відмінними. Експерти не дійшли згоди щодо того, які ліки є найкращими. Кокранівське співробітництво, Всесвітня організація охорони здоров'я і рекомендації лікарських асоціацій Сполучених Штатів радять низькі дози сечогінних препаратів групи тіазидів як найкраще початкове лікування. У рекомендаціях Великої Британії підкреслена важливість блокаторів кальцієвих каналів (БКК) для людей старше 55 років або осіб африканського і латиноамериканського походження. У цих порадах рекомендовано застосування інгібіторів ангіотензин-перетворювального ферменту (ІАПФ) як найкращої початкової терапії для молодих людей. В Японії вважається доцільною терапія, що починається з будь-якого з наступних шести класів препаратів: БКК, інгібітори АПФ або блокатори рецепторів ангіотензину-2 (БРА), тіазидні діуретики, бета-блокатори та периферичні альфа-адреноблокатори. У Канаді всі ці препарати, крім альфа-адреноблокаторів, рекомендуються як можлива терапія першого вибору.
В Україні від 2013 року антигіпертензивні препарати поділяються на препарати першого ряду (першого вибору) та препарати запасні (другого ряду). Препарати другого ряду визначаються як такі, що не мають переваг, або через наявність у них побічних впливів, які погіршують якість життя пацієнта. Призначення препаратів другого ряду вважається доцільним лише в окремих випадках (за непереносності препаратів першого ряду або наявності протипоказань до їх застосування).
До препаратів першого ряду відносять:
- Діуретики групи тіазидів (гідрохлортіазид) або тіазидоподібні (індапамід).
- Бета-адреноблокатори (метопролол, бісопролол).
- Інгібітори АПФ (еналаприл, раміприл).
- Інгібітори рецепторів ангіотензину-ІІ (валсартан, телмісартан).
- Блокатори кальцієвих каналів (ніфедипін, амлодипін).

До препаратів другого ряду відносяться:
- Периферичні альфа-1-адреноблокатори.
- Центральні альфа-2-адреноміметики.
- Центральні агоністи імідазолінових рецепторів.
- Периферичні симпатоблокатори.
- Периферичні альфа-1,2-адреноблокатори.
- Периферичні прямі вазодилататори.
- Гангліоблокатори.

#### Поєднання ліків
Багатьом людям потрібно більше одного препарату для тотожного зниження артеріального тиску. Відповідно до рекомендацій JNC7 і порад ESH-ESC бажано починати лікування двома препаратами, коли артеріальний тиск перевищує більше ніж на 20 мм рт. ст. цільовий систолічний або більше ніж на 10 мм рт. ст. цільовий діастолічний тиск.
Найкращими поєднаннями є інгібітори ренін-ангіотензинової системи і блокатори кальцієвих каналів або інгібітори ренін-ангіотензинової системи й діуретики. Прийнятні сполучення охоплюють наступні:
- блокатори кальцієвих каналів і діуретики;
- бета-адреноблокатори і діуретики;
- дигідропіридинові блокатори кальцієвих каналів та бета-адреноблокатори;
- дигідропіридинові блокатори кальцієвих каналів з верапамілом або дилтіаземом.

Неприйнятними комбінаціями є:
- недигідропіридинові блокатори кальцієвих каналів (наприклад, верапаміл або дилтіазем) і бета-адреноблокатори;
- подвійна блокада ренін-ангіотензинової системи (наприклад, інгібітори ангіотензин-перетворюючого ферменту + блокатор рецепторів ангіотензину-2);
- блокатори ренін-ангіотензинової системи і бета-адреноблокатори;
- бета-адреноблокатори та інші антиадренергічні препарати.[77]

Уникайте, наскільки можливо, поєднання ІАПФ або БРА, сечогінних і НПЗП (зокрема селективних інгібіторів ЦОГ-2 і препаратів, що продаються без рецепта, таких як ібупрофен) через високий ризик розвитку гострої ниркової недостатності. Це поєднання відоме під неофіційною назвою «потрійний удар», що вживається в австралійській літературі, присвяченій охороні здоров'я. Продаються таблетки, котрі містять фіксовані комбінації двох класів препаратів. Хоча вони і зручні, їх краще вживати людям, яким прописані їхні окремі компоненти. Такі складані препарати мають перевагу у разі довготривалого лікування, оскільки зменшення кількості таблеток на добу підвищує комплаєнс (піддатливість) до лікування, зручніші для застосування, зменшують психологічний тиск від надмірної кількості медикаментів в умовах тривалого лікування.

### Люди похилого віку
Лікування помірної або тяжкої гіпертензії знижує смертність і побічні ефекти з боку серцево-судинної системи у людей віком від 60 років. У людей віком понад 80 років лікування, очевидно, не призводить до значного зниження загальної смертності, але знижує ризик серцево-судинних захворювань. Рекомендований цільовий артеріальний тиск є нижчим 140/90 мм рт. ст., водночас тіазидні діуретики вважаються найкращими препаратами в Америці. У переглянутих рекомендаціях Великої Британії блокатори кальцієвих каналів названі найкращим методом лікування з цільовим показником тиску, виміряного у клінічних умовах, менше 150/90 мм рт. ст. або менше 145/85 мм рт. ст. артеріального тиску, виміряного відповідно в амбулаторних або домашніх умовах.

### Стійка артеріальна гіпертензія
Стійка артеріальна гіпертензія — це гіпертензія, яка залишається вище цільового рівня артеріального тиску, попри використання трьох антигіпертензивних препаратів, що належать до різних класів антигіпертензивних ліків. Поради з лікування стійкої гіпертензії були опубліковані у Великій Британії та США.

## Захворюваність
2000 року, близько одного мільярда людей або приблизно 26 % дорослого населення світу потерпало через гіпертензію. Вона була поширеною як в економічно розвинених країнах (333 мільйони), так і у країнах, що розвиваються (639 мільйонів). Тим не менш, захворюваність істотно варіюється у різних регіонах з настільки низькими показниками як 3,4 % (чоловіки) і 6,8 % (жінки) в сільських районах Індії і настільки ж високими як 68,9 % (чоловіки) і 72,5 % (жінки) у Польщі.
1995 року, за підрахунками близько 43 мільйонів людей в Сполучених Штатах мали гіпертензію або приймали антигіпертензивні препарати. Ця цифра складає майже 24 % дорослого населення США. Захворюваність на артеріальну гіпертензію в США зростала і досягла 29 % у 2004 році. 2006 року, від гіпертензії потерпало 76 млн. дорослих американців (34 % населення), з них у дорослих афроамериканського походження були одні з найвищих показників артеріальної гіпертензії у світі, що складали 44 %. Це захворювання частіше зустрічається у корінних американців і рідше у білих і американців мексиканського походження. Захворюваність зростає з віком, і переважає в південно-східній частині США. Артеріальна гіпертензія частіше зустрічається у чоловіків порівняно з жінками (хоча із настанням менопаузи ця різниця має напрямок до зменшення), а також у людей з низьким соціально-економічним статусом.

### Діти
Кількість дітей із високим артеріальним тиском зростає. Більшість випадків гіпертензії у дітей, особливо передпідліткового віку, є вторинними щодо основного захворювання. Крім ожиріння, захворювання нирок є найпоширенішою (60—70 %) причиною гіпертензії у дітей. Підлітки, здебільшого, мають первинну або есенціальну гіпертензію, на частку якої припадає 85-95 % випадків.

## Історичні відомості

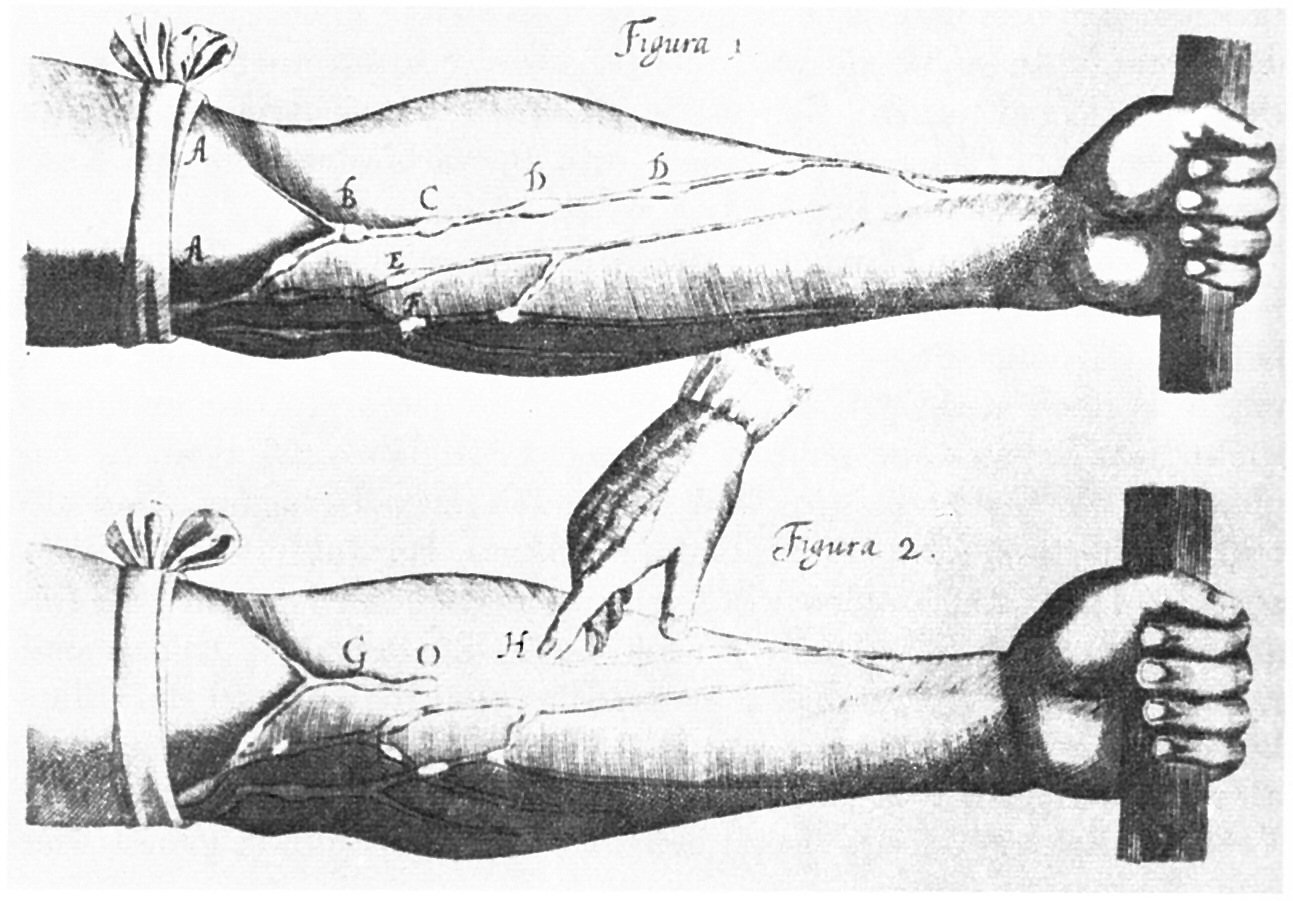
Зображення вен з роботи Вільяма Гарвея Exercitatio anatomica de motu cordis et sanguinis in animalibus («Анатомічне дослідження руху серця і крові у живих істот»)

Сучасні уявлення про серцево-судинну систему почалися з роботи лікаря Вільяма Гарвея (1578—1657). Гарвей описав обертання крові у власній книзі De otu ordis («Про рух серця і крові»). Англійський священник Стівен Гейлс вперше оприлюднив показники вимірювання артеріального тиску 1733 року.
Описи гіпертензії як хвороби були надані, зокрема, Томасом Юнгом у 1808 році і Річардом Брайтом 1836 року. Першу доповідь про підвищений артеріальний тиск у людини без ознак захворювання нирок, зробив Фредерік Акбар Магомед (1849—1884).
- Однак гіпертонія як нозологічна одиниця виникла 1896 року після винаходу сфігмоманометра на основі манжети Сципіоном Ріва-Роччі 1896 року.[94] Цей винахід дозволив проводити вимірювання артеріального тиску в клінічних умовах.
- 1905 року Микола Коротков удосконалив техніку, описавши звуки Короткова, які звучали, коли артерії вислуховуються за допомогою стетоскопа тоді, коли манжета сфігмоманометра поступово спускається.[92]

У минулому лікування так званої «хвороби напруженого пульсу» полягало у зменшенні кількості крові кровопусканням або прикладанням п'явок. Жовтий імператор Китаю, Авл Корнелій Цельс, Гален та Гіппократ рекомендували кровопускання. У XIX і XX століттях, перш ніж було винайдено дієве медикаментозне лікування гіпертензії, застосовувалися три способи лікування; всі вони мали значну кількість побічних впливів та, загалом, невисоку ефективність. Ці методи передбачали:
- суворе обмеження натрію (наприклад, рисова дієта[91]);
- сімпатектомію (хірургічне видалення частини симпатичної нервової системи);
- терапію пірогенними речовинами (ін'єкції речовини, які спричинили гарячку, з побічним зниженням артеріального тиску).[91][95]

Перший хімічний препарат для лікування АГ, тіоціанат натрію, був використаний 1900 року, але мав багато побічних ефектів і був непопулярний. Деякі інші ліки були розроблені після Другої світової війни. Найпоширенішими і досить дієвими були хлорид тетраметіламмонію і його похідні гексаметоній, гідралазин і резерпін (на основі лікарської рослини "раувольфії зміїної).
Основний прорив було досягнуто із відкриттям перших добре переносних доступних пероральних препаратів. Найпершим з них був хлортіазид — перший тіазидний діуретик, який був розроблений на основі антимікробного засобу сульфаніламіду, і надійшов у продаж 1958 року. Він збільшував виділення солей, водночас запобігаючи накопиченню рідини.
У рандомізованому контрольованому дослідженні, яке було організоване Департаментом у справах ветеранів США, порівнювався гідрохлортіазид у поєднанні з резерпіном плюс гідралазин в порівнянні з плацебо.
- Дослідження було припинено достроково, оскільки ті, хто був у групі високого артеріального тиску і не отримував ліків, мали набагато більше ускладнень, ніж пацієнти, що отримували препарат, і було визнано неетичним позбавляти їх лікування.
- Дослідження тривало у людей з нижчим артеріальним тиском і показало, що лікування, навіть у людей з м'якою артеріальною гіпертензією, знижує ризик серцево-судинної смерті більш ніж наполовину.[97]
- 1975 року, спеціальною премією Ласкера у сфері охорони здоров'я було нагороджено групу розробників хлортіазиду[95]. Підсумки цих досліджень дали поштовх кампаніям з охорони здоров'я для підвищення обізнаності громадськості про артеріальну гіпертензію і сприяння вимірюванню і лікуванню високого артеріального тиску. Ці заходи сприяли, принаймні частково, спостережуваному 50 % спаду рівнів захворюваності на мозковий інсульт та ішемічну хворобу серця в період з 1972 по 1994 рік.[95]

## Суспільство і культура

### Просвітницька діяльність

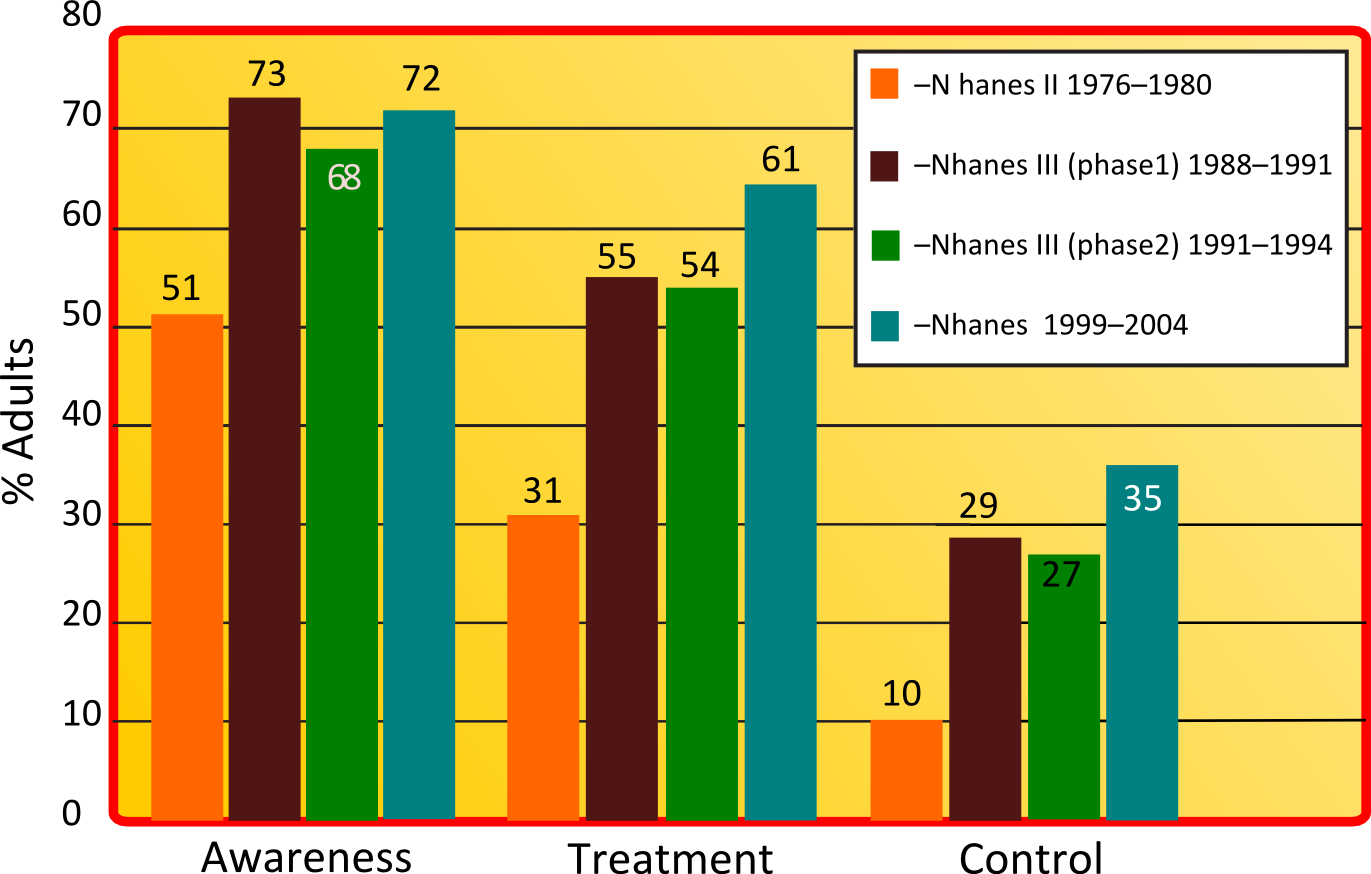
Графік, що показує зростання обізнаності суспільства та лікування артеріальної гіпертензії в порівнянні між чотирма дослідженнями NHANES

Всесвітня організація охорони здоров'я визначила артеріальну гіпертензію, або високий артеріальний тиск, як основну причину серцево-судинної смертності. Всесвітня ліга гіпертензії (ВЛГ), організація яка об'єднує 85 національних товариств і ліг з питань гіпертензії, визнала, що понад 50 % гіпертоніків в усьому світі не знають про свій стан.
- Для розв'язання цієї проблеми ВЛГ почала загальну просвітницьку кампанію з гіпертензії 2005 року і призначила 17 травня кожного року Всесвітнім днем артеріальної гіпертензії (Всесвітній день гіпертензії).
- За останні три роки, кілька національних товариств були залучені для підготовці до ВДГ і винайшли інноваційні методи розповсюдження інформації про гіпертензію серед громадськості.

2007 рік був рекордним: того року 47 країн-членів ВГЛ узяли участь у ВДГ. Протягом тижня ВДГ у всіх цих країнах співпрацювали місцеві органи влади, професійні товариства, неурядові організації та приватні підприємства для сприяння обізнаності про гіпертензію через залучення кількох засобів масових інформації і проведення громадських зборів. Завдяки використанню ЗМІ, таких як інтернет та телебачення, відомості дісталися більше ніж 250 мільйонів осіб.
У міру набирання обертів кампанією, ВГЛ впевнена, що відомості про гіпертензію можуть досягти майже всіх з понад 1,5 мільярдів людей, які потерпають через підвищений артеріальний тиск.
Тема 2021 року ВГЛ: «Точно вимірюйте власний кров'яний тиск, спостерігайте за ним, живіть довше»

### Економічний тягар
Високий артеріальний тиск є найпоширенішою хронічною медичною проблемою, з приводу якої пацієнти звертаються до центрів первинного медичного обслуговування у США. За даними Американської асоціації серця, прямі і непрямі витрати на високий кров'яний тиск склали 76,6 млрд доларів США 2010 року. У Сполучених Штатах 80 % людей з гіпертензією знають про свій стан і 71 % приймають деякі антигіпертензивні препарати. Однак, лише 48 % людей, які знають, що у них гіпертензія, відповідно стежать за своїм станом. Недоліки в діагностиці, лікуванні, або відстеженні високого кров'яного тиску можуть порушити лікування гіпертонії. Медики стикаються із багатьма перешкодами на шляху досягнення підтримання здорового артеріального тиску, зокрема опір стосовно вживання декількох препаратів для досягнення цільового артеріального тиску. Люди також зазнають проблем у дотриманні графіків приймання ліків і зміні способу життя. Однак, досягти цільового артеріального тиску можна. Зниження артеріального тиску значно знижує витрати, пов'язані з додатковою медичною допомогою.